# Uma Narayan
Uma Narayan (16 aprile 1958) è una scrittrice indiana, teorica femminista.

## Biografia
Uma Narayan ha coeditato Reconstructing Political Theory: Feminist Perspectives con Mary L. Shanley, Having and Raising Children con Julia Bartkowiak e Decentering the Center: Postcolonial and Feminist Challenges to Philosophy con Sandra Harding. Narayan attualmente insegna al Vassar College di Poughkeepsie, New York. Uma Narayan si è laureata in filosofia all'Università di Bombay e ha ottenuto un Master in filosofia alla Poona University, India. Si è addottorata alla Rutgers University nel 1990.
Tra le sue opere più conosciute si ricorda Dislocating Cultures: Identities, Traditions and Third World Feminism. In quest'opera Narayan contesta la nozione secondo la quale il femminismo sia esclusivamente un prodotto della cultura occidentale. Nel suo saggio analizza le peculiarità dell'essere femminista nel suo paese di origine, l'India. Inoltre, Narayan sostiene che la nozione stessa di "occidentalizzazione" ha bisogno di essere riesaminata.